# Libona
Libona ist eine Großraumgemeinde in der Provinz Bukidnon auf der Insel Mindanao in den Philippinen. Sie hat 43.969 Einwohner (Zensus 1. August 2015), die in 14 Barangays und 32 Sitios leben. Sie gehört zur ersten Einkommensklasse der Gemeinden auf den Philippinen und wird als partiell urbanisiert beschrieben. Libona war einst Teil des Distriktes Maluko, sie wurde am 4. April 1917 aufgespalten in die Gemeinden Libona und Manalo Fortich.
Sie liegt ca. 92 km nordwestlich von Malaybalay City. Ihre Nachbargemeinden sind Cagayan de Oro im Norden, Manolo Fortich im Osten und Baungon im Westen. Die Topographie der Gemeinde wird im als gebirgig mit großen canyonartigen Tälern beschrieben. 
Am Fluss Bubonawan entstand ein kleines Wasserkraftwerk, das für die Energieversorgung genutzt wird. Die Kaskaden der Kawayanon Wasserfälle liegen im Barangay Gango. Die Sigmatan Wasserfälle liegen im Barangay Sil-ipon. Die Lungag Wasserfälle liegen auf der Rückseite Zentralen Libona Schule in der Nähe des Gemeindezentrums.

## Barangays
| - Capihan - Crossing - Gango - Kiliog | - Kinawe - Laturan - Maambong - Nangka | - Palabucan - Poblacion - Pongol - San Jose | - Santa Fe - Sil-ipon |